# Viennotaleyrodes nilagiriensis
Viennotaleyrodes nilagiriensis is een halfvleugelig insect uit de familie witte vliegen (Aleyrodidae), onderfamilie Aleyrodinae.
De wetenschappelijke naam van deze soort is voor het eerst geldig gepubliceerd door David, Krishnan & Thenmozhi in 1994.